# 弗拉芒利益
弗拉芒利益（荷蘭語：Vlaams Belang，發音：[ˈvlaːmz bəˈlɑŋ] ⓘ，缩写为VB），比利时荷兰语极右翼政党，成立于2004年。由于其种族主义及反移民的言行，所有其他比利时荷语区及法語區政党均宣称不会在联合政府中与其合作。
1978年12月，弗拉芒国家党与弗拉芒人民党合并为弗拉芒集团。2004年，弗拉芒集团更名为弗拉芒利益。

## 党主席
- 2004年−2008年：弗兰克·范海克（英语：Frank Vanhecke）
- 2008年−2012年：布吕诺·法尔克尼尔斯（英语：Bruno Valkeniers）
- 2012年−2014年：赫罗尔夫·安内曼斯（英语：Gerolf Annemans）
- 2014年至今：汤姆·范赫里肯（英语：Tom Van Grieken）

## 争议
2023年12月15日，根據德國《明鏡周刊》、法國《世界報》和英國《金融時報》的聯合調查，一名中华人民共和国国家安全部官員收買比利時議員弗兰克·克雷耶尔曼三年多，該官員在傳給克雷耶爾曼的簡訊中寫道「我們目的是分裂美國與歐洲的關係」，該官員也要求克雷耶爾曼協助擾亂一場有關台灣的會議，兩人也討論花錢收買一名中間人去影響一位天主教樞機主教發出不要把COVID-19政治化的警告。據報導，中國國安部的大部分間諜活動都是透過省級部門進行，而在歐洲的行動中，浙江具有「首要地位」。新聞曝光後，克雷耶爾曼所屬的弗拉芒利益黨已將其開除。

## 书目
- Coffé, Hilde. . Ethical Perspectives: Journal of the European Ethics Network 12 (European Centre for Ethics, Katholieke Universiteit Leuven). 2005, (2): 205–230  [2019-10-18]. （原始内容存档于2012-02-29）.
- De Winter, Lieven. Casals, Xavier , 编.  (PDF). The extreme right in Europe, a many faceted reality. Sabadell University. July 2004  [2020-10-09]. （原始内容存档 (PDF)于2017-02-06）.
- Erik, Jan. . West European Politics. May 2005, 28 (3): 493–502. doi:10.1080/01402380500085681.
- Swyngedouw, Marc; Abts, Koen; Van Craaen, Maarten. . Liang, Christina Schori  (编). . Ashgate. 2007: 81–102  [2019-10-18]. ISBN 978-0-7546-4851-2. （原始内容存档于2016-12-28）.